# NGC 6352
NGC 6352 (còn được gọi là Caldwell 81) là một cụm sao hình cầu ở phía nam chòm sao Thiên Đàn, cách Mặt trời xấp xỉ 183,000 ngàn năm ánh sáng. Nó được phát hiện bởi nhà thiên văn người Scotland James Dunlop vào ngày 14 tháng 5 năm 1826. Cụm có Lớp tập trung Shapley – Sawyer là XI: Cần có kính thiên văn có khẩu độ 15 cm (5,9 in) để phân giải các ngôi sao trong cụm lỏng lẻo này.
Cụm sao này khoảng 12.67 tỷ năm tuổi với hai quần thể sao khác biệt; thế hệ quần thể sao thứ hai trẻ hơn thế hệ thứ nhất khoảng 10 triệu năm tuổi. Nó nằm cách trung tâm Ngân Hà khoảng 13,000 năm ánh sáng và cách mặt phẳng thiên hà 1600 năm ánh sáng. Chuyển động quỹ đạo của cụm sao này qua Dải Ngân hà cho thấy nó là một thành viên của quần thể phình hoặc đĩa. Cụm sao này tương đối giàu kim loại so với một đối tượng thuộc lớp này, có độ kim loại –0,70. Bán kính lõi là 49.8″  và cụm sao cầu là 10.5″/